# 加油機

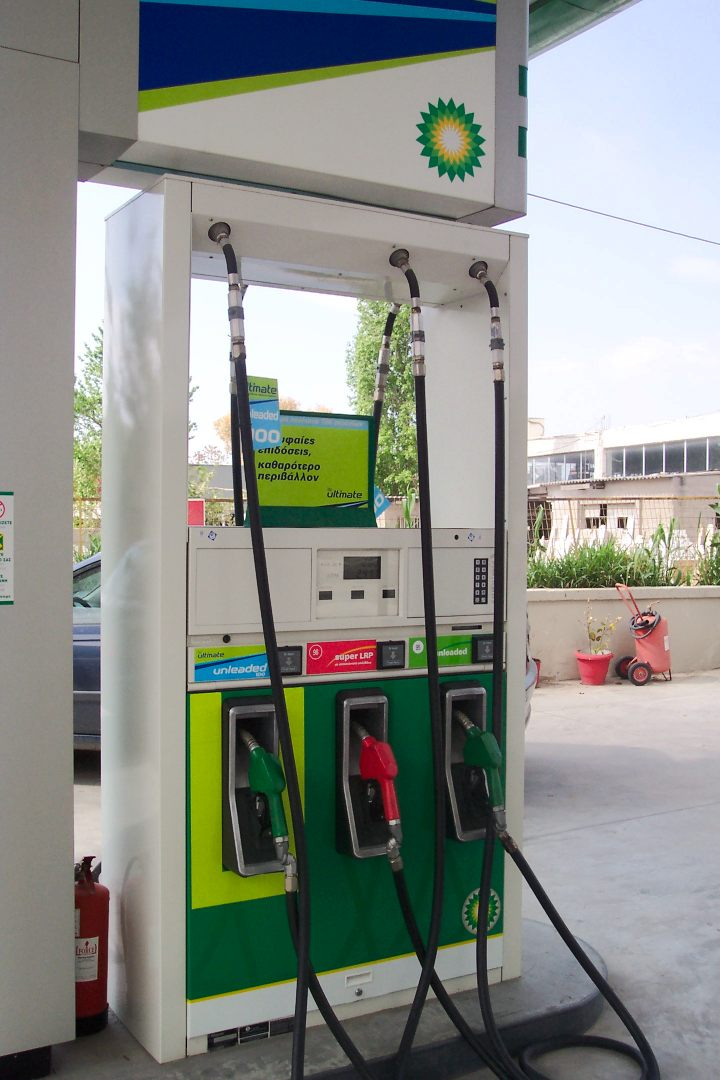
一台在希臘的機械式加油機。

燃料加注機（英語：Fuel dispenser），一般簡稱加油機，是一種設置在填注站（Filling station）的機械。它使用泵將汽油、柴油、壓縮天然氣、壓縮氫氣、混氫天然氣（HCNG）、液化石油气、液氢、燃料乙醇、生物燃料（如生物柴油）、煤油等類型的燃料加入車輛。
在澳洲，加油機被稱為「bowsers」；在英联邦所屬國家稱為「petrol pumps」；在北美洲稱為「gas pumps」。

## 歷史

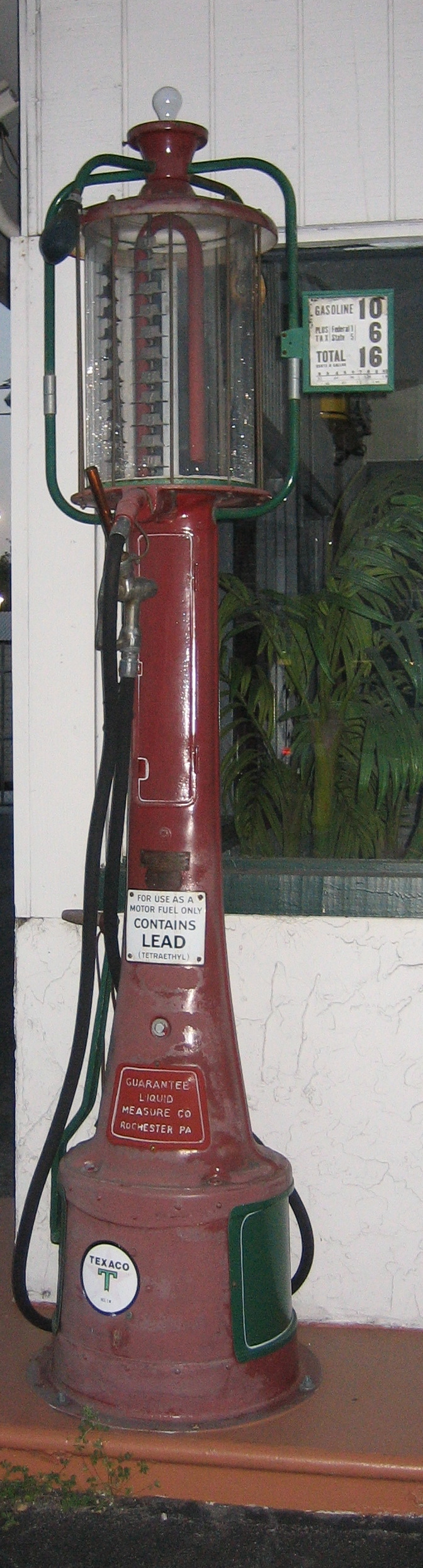
舊式的加油機

第一台加油機是西爾韋納斯·鮑澤於1885年9月5日在韋恩堡發明並販售的。但最初並不是用於汽車，因為要加汽油的車子當時還沒有出現，它當時被用於煤油燈與爐。之後，鮑澤改進了加油機的安全措施，並且添加了一條軟管用以直接對汽車加油。
曾有段時間，Bowser在美國被指代用於稱呼這種立式加油機。雖然這種用法如今已不存在，但在機場它仍是為飛機加油的大型卡車的術語，有時在澳洲與新西兰仍這麼用。
早期的許多加油機，頂部有一個校準過的玻璃刻度量筒。顧客表明的預期油量被泵入量筒，然後泵浦停止，汽油會因為重力的緣故而流入顧客的油箱內。當计量泵投入使用後，頂部的量筒改由一個內含渦輪的小玻璃罩取代，但確保了顧客的汽油能確實的流入油箱。

## 設計

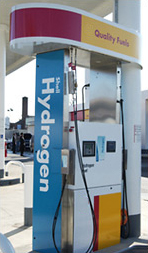
加氫站的加油機

現代的加油機邏輯上可區分為兩個主要部分－一個裝有電子設備的"頭腦"：嵌入式系统能控制加油機的動作，驅動加油機的顯示器，和與室內銷售系統的聯絡。機械部分有一組‘自給自足的’裝置：一個電動馬達、泵抽裝置、計量器、濾心，和有脈衝產生器與閥門的物理泵以控制燃料流量。
在某些情況下，實際泵（actual pump）會被密封和浸沒，置放在燃料槽內部某處，在这种情况下的泵浦稱為沉水泵（或潛水泵）。 沉水泵一般安裝在較熱的歐洲國家，那裡的吸入泵（suction pump）可能會有随着燃料变暖的空穴現象問題要克服；或當從燃料槽到加油機的距離，比吸入泵能使用的距離還長時。
現代的加油機主要變化在：軟管的數量或等級、實體外型，和額外的附加裝置。例如自助加油設備，和服務員的標籤閱讀機等。
一些加油站的油枪都有油气回收的机制，而加油枪在因为压力改变而跳停之后，强制按压加油会使这些燃油被油气回收的通道抽回，若继续强制加油会造成汽车的燃油蒸發排放控制系統（简称:EVAP）故障。

## 法規
油站业者会规定驾驶者加油时，"不得打电话"、"不得抽烟"和"关闭引擎"。此举是防止气油挥发外泄、抽烟所产生的火星和电话的电磁波使燃油燃烧。

## 另見
- 快速加油系統（英语：Fast fuel system）
- 串接儲存系統（英语：Cascade storage system）
- 混氫天然氣加氣機（英语：HCNG dispenser）
- 銷售時點情報系統

## 外部連結
- Hosed at the Pumps（页面存档备份，存于）
- How does a gas pump know to shut itself off?（页面存档备份，存于）
- Tanker distribution center in China